# El-Djazair
El-Djazair là một khách sạn ở Algiers, Algeria. Khách sạn có 296 phòng và có 7 dãy phòng cao cấp và 19 dãy phòng nhỏ. Nó được chú ý với các món ăn Algeria, Pháp và Trung Quốc.